# Кузнечиха (Кузнечихинский сельский округ)
Кузнечиха — деревня в Ярославском районе Ярославской области России.
В рамках организации местного самоуправления является административным центром Кузнечихинского сельского поселения; в рамках административно-территориального устройства включается в Кузнечихинский сельский округ.

## География
Расположена к северу от Ярославля по обе стороны от дороги М-8 «Холмогоры». С южной стороны граничит с городом Ярославлем и посёлком Лесная Поляна, с западной — с селом Пономарёво, с северной — с деревней Подвязново.
В настоящее время территория деревни включает в себя село Михайловское, деревни Кузнечиха и Старово, а также промзону по обеим сторонам дороги Лесная Поляна — Яковлевское.

## История
Деревня Кузнечиха образовалась на древней дороге, соединявшей Ярославль с Вологдой. С западной стороны к ней примыкало село Михайловское, в 300 метрах восточнее располагалась деревня Старово (восточная часть нынешней Заводской улицы). В селе было две церкви: летняя в честь Корсунской иконы Божией Матери, построенная в 1756 году на средства поручика Михаила Петровича Бахметева, и зимняя во имя Илии Пророка, построенная в 1770 году на средства полковника Василия Стефановича Змеёва.
В конце XIX — начале XX века деревня Кузнечиха и село Михайловское входили в состав Сереновской волости Ярославского уезда Ярославской губернии. В 1883 году в Кузнечихе было 16 дворов, в Михайловском — 27 дворов и 111 жителей.
С 1929 года Михайловское являлось центром Михайловского сельсовета Ярославского района, в 1954 году село Михайловское включили в состав деревни Кузнечиха, которая стала центром Кузнечихинского сельсовета, с 2005 года — центр Кузнечихинского сельского поселения.

## Население
| 1859 | 1914 | 2002  | 2007  | 2010  | 2021  |
| ---- | ---- | ----- | ----- | ----- | ----- |
| 111  | ↘105 | ↗3296 | ↗3314 | ↘3156 | ↗4209 |

По состоянию на 1989 год в деревне проживало 2790 человек.

## Инфраструктура
Администрация поселения (Центральная улица, 40), почта, школа, детский сад № 15 «Алёнушка», детский сад № 20 «Кузнечик», дом культуры деревни Кузнечиха.

## Достопримечательности
- Памятник кузнеческому прошлому.
- Памятник - стела погибшим воинам-землякам в годы Великой Отечественной войны[14][15].

В деревне расположены действующая церковь Илии Пророка (1770) и недействующая церковь Корсунской иконы Божией Матери (1756).

## Транспорт
Проходит автотрасса М-8.